# 梅田川 (愛知県)

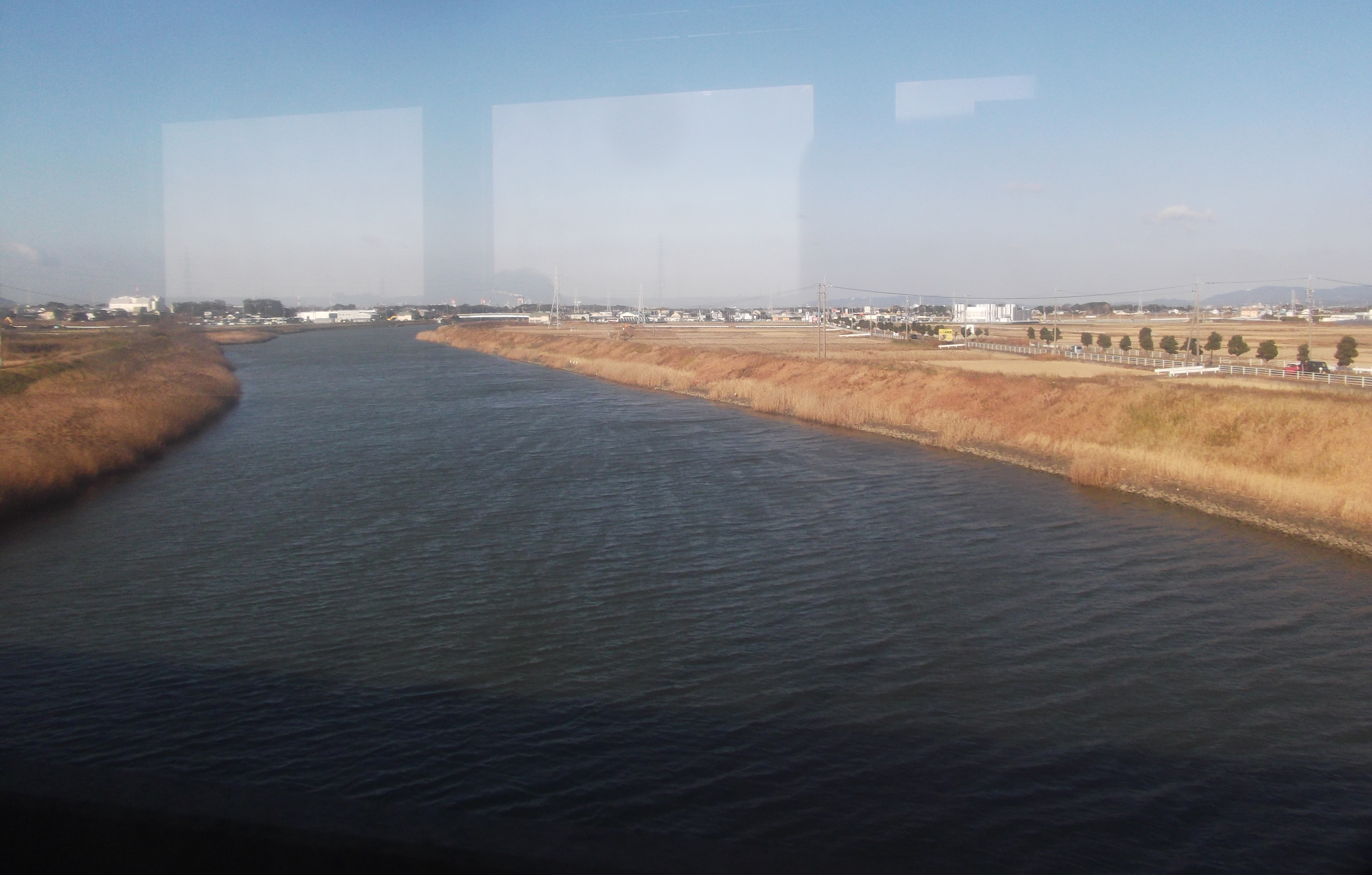
豊橋鉄道渥美線の車内より下流を望む。2017年（平成29年）1月撮影。

梅田川（うめだがわ）は、愛知県豊橋市と静岡県湖西市を流れる河川。二級水系の本流である。

## 概要
愛知県豊橋市雲谷町東部の普門寺付近を源流として南に流れ、静岡県湖西市に入り境川が合流すると西に流れを変える。再び愛知県豊橋市に入り精進川・落合川・坪口川・浜田川・西ノ川などが合流し、河口近くで内張川と合流した後に豊橋市船渡町で三河湾へと注ぐ。源流付近では「半尻川」と呼ばれるが、県境をまたいで湖西市梅田付近から「梅田川」と改称される。流路延長は約14.4キロメートル、流域面積は約89平方キロメートル。
流域内人口は2019年（令和元年）時点で約11万人。流域の土地利用状況は2009年（平成21年）時点で原野や畑が約半分の51%を占め、市街地（26%）、水田（14%）、山地（7%）と続く。流域の工業地化、宅地化によって一時水質汚濁が悪化していたが、廃水規制による水質の浄化や、花と緑の水辺づくり事業による環境の保全・育成が図られている。なお、河口近くの植田橋のやや上流側には芦原が広がっている。
梅田川流域の地形は源流近くの北東部に弓張山地、梅田川沿いに低地が見られる程度の起伏状況である。流域内のほとんどが台地であり、右岸側が高師原台地、左岸側が天伯原台地と呼ばれる。地質は台地が未固結や半固結の礫を主とする洪積層が広く分布し、梅田川および支流沿いは5ミリメートルほどの砂泥礫互層の沖積層となっている。
落合川が合流する付近を「二川」と呼ぶが、これは「梅田川と落合川の二川が合流する地点」が地名の由来であり、江戸時代には東海道の33番目の宿場である「二川宿」が整備されていた。

## 主な支流
二級河川と準用河川を下流側から順に記載する。
| 河川          | よみ                    | 次数    | 種別              | 管理者        | 主な経過地     | 河川延長 （km） | 備考 |
| ------------- | ----------------------- | ------- | ----------------- | ------------- | -------------- | --------------- | ---- |
| 梅田川 半尻川 | うめだがわ はんじりがわ | 本川    | 二級河川          | 愛知県 静岡県 | 豊橋市、湖西市 | 14.4            |      |
| 山崎川        | やまざきがわ            | 1次支川 | 準用河川          | 豊橋市        | 豊橋市         |                 |      |
| 内張川        | うちばりがわ            | 1次支川 | 二級河川          | 愛知県        | 豊橋市         | 4.1             |      |
| 水無川        | みずなしがわ            | 2次支川 | 準用河川          | 豊橋市        | 豊橋市         |                 |      |
| 西ノ川        | にしのかわ              | 1次支川 | 二級河川 準用河川 | 愛知県 豊橋市 | 豊橋市         | 4.3             |      |
| 浜田川        | はまだがわ              | 1次支川 | 二級河川          | 愛知県        | 豊橋市         | 3.7             |      |
| 八田平川      | やたひらがわ            | 1次支川 | 準用河川          | 豊橋市        | 豊橋市         |                 |      |
| 坪口川        | つぼぐちがわ            | 1次支川 | 二級河川          | 愛知県        | 豊橋市         | 1.7             |      |
| 権茂川        | ごんもがわ              | 1次支川 | 準用河川          | 豊橋市        | 豊橋市         |                 |      |
| 火打坂川      | ひうちざかがわ          | 1次支川 | 準用河川          | 豊橋市        | 豊橋市         |                 |      |
| 沢渡川        | さわたりがわ            | 1次支川 | 準用河川          | 豊橋市        | 豊橋市         |                 |      |
| 新橋川        | しんばしがわ            | 1次支川 | 準用河川          | 豊橋市        | 豊橋市         |                 |      |
| 落合川        | おちあいがわ            | 1次支川 | 二級河川          | 愛知県        | 豊橋市         | 4.4             |      |
| 精進川        | しょうじんがわ          | 1次支川 | 二級河川 準用河川 | 愛知県 豊橋市 | 豊橋市         | 1.7             |      |
| 境川          | さかいがわ              | 1次支川 | 二級河川          | 愛知県 静岡県 | 豊橋市、湖西市 | 4.7             |      |
| 大沢川        | おおさわがわ            | 2次支川 | 準用河川          | 湖西市        | 湖西市         |                 |      |

## 流域の自治体
静岡県
湖西市
愛知県
豊橋市

## 流域に存在する施設等
- JR東海道本線 新所原駅
- JR東海道本線 二川駅
- 二川宿
- 豊橋総合動植物公園
- 豊橋南ショッピングセンター
- 豊橋鉄道渥美線 芦原駅
- 豊橋ハートセンター

## 主な橋梁
| 名称   | 道路名称 | 座標                                                                      |
| ------ | --- | ------------------------------------------------------------------------- |
| 秋葉橋 | 静岡県道334号・愛知県道401号太田中原線 | 北緯34度43分52秒 東経137度28分56.3秒 / 北緯34.73111度 東経137.482306度    |
| 梅田橋 | 愛知県道・静岡県道3号豊橋湖西線：新所街道 | 北緯34度43分29.5秒 東経137度29分0.4秒 / 北緯34.724861度 東経137.483444度  |
|        | JR東海道本線 | 北緯34度43分24.4秒 東経137度28分59.8秒 / 北緯34.723444度 東経137.483278度 |
| 飛越橋 | 愛知県道402号中原東細谷線 | 北緯34度43分22.5秒 東経137度28分34.3秒 / 北緯34.722917度 東経137.476194度 |
| 筋違橋 | 旧東海道 | 北緯34度43分18.1秒 東経137度27分30.4秒 / 北緯34.721694度 東経137.458444度 |
|        | 東海道新幹線 | 北緯34度43分17.1秒 東経137度27分22.4秒 / 北緯34.721417度 東経137.456222度 |
| 沢渡橋 | 愛知県道404号小松原二川停車場線 | 北緯34度43分24.4秒 東経137度26分38.4秒 / 北緯34.723444度 東経137.444000度 |
| 梅田橋 | 国道1号 | 北緯34度43分30.7秒 東経137度25分49.3秒 / 北緯34.725194度 東経137.430361度 |
| 梅田橋 | 豊橋市大岩町。1941年（昭和16年）頃に架橋され、1981年（昭和56年）3月に下り車線を長さ70m・幅10.9mに改築、翌年9月に上り車線を長さ70m・幅13mに増築し、上下計4車線とした。                                                                                          |                                                                           |
| 高田橋 | 愛知県道406号東七根藤並線 | 北緯34度43分12.8秒 東経137度25分6.5秒 / 北緯34.720222度 東経137.418472度  |
| 御廐橋 | 愛知県道405号小松原小池線：小松原街道 | 北緯34度42分55.4秒 東経137度24分22.7秒 / 北緯34.715389度 東経137.406306度 |
| 野依橋 | 愛知県道407号伊古部南栄線：野依街道 | 北緯34度42分45.1秒 東経137度23分11.4秒 / 北緯34.712528度 東経137.386500度 |
|        | 豊橋鉄道渥美線 | 北緯34度42分57秒 東経137度22分41.8秒 / 北緯34.71583度 東経137.378278度    |
| 植田橋 | 国道259号：田原街道 | 北緯34度43分1秒 東経137度21分57.5秒 / 北緯34.71694度 東経137.365972度     |
| 植田橋 | 豊橋市磯辺下地町と植田町を結ぶ。従来「植田の渡し」が両地を結んでいたが、1880年（明治13年）8月に当橋が架橋されたことにより廃止。その後、1910年（明治43年）4月・1955年（昭和30年）6月・1988年（昭和63年）3月と3度改築され、現在は長さ108m・幅10.3mとなっている。 |                                                                           |
|        | 国道23号（豊橋バイパス） | 北緯34度43分21.5秒 東経137度21分15.3秒 / 北緯34.722639度 東経137.354250度 |
| 大崎橋 | 愛知県道2号豊橋渥美線：大崎街道 | 北緯34度43分29.3秒 東経137度21分7.7秒 / 北緯34.724806度 東経137.352139度  |